# Burg Neukastel
Die Burg Neukastel, manchmal auch Neukastell oder  Nicastel genannt, ist der Rest einer pfalzgräflichen Höhenburg aus dem 12. Jahrhundert im Landkreis Südliche Weinstraße in Rheinland-Pfalz.

## Geographie
Die Burg steht in 459 m Höhe über der Ortsgemeinde Leinsweiler auf dem östlichen Ausläufer des Föhrlenbergs am Ostrand des Wasgaus.

## Geschichte

### Mittelalter
1123 fand die Burg, die vermutlich von den Saliern erbaut wurde, erstmals urkundlich Erwähnung im Zusammenhang mit Heinrich von Neukastel. Der Name bedeutet neue Burg und verweist wohl darauf, dass das Bauwerk als Ersatz oder Ergänzung für ein älteres Objekt errichtet wurde.
1246 erfolgte zusammen mit den Reichskleinodien auf der benachbarten Burg Trifels an König Konrad IV. die Übergabe der Burg durch Isengard, die Frau des Reichstruchsessen Philipp I. von Falkenstein. Seitdem fungierte Neukastel als Reichsburg, um zum Schutz des Trifels beizutragen. 1252 bzw. 1253 benannte sich Ludwig von Schüpf, der seit 1232 Landvogt im Speyergau war, nach der Burg.
1307 erhielt Nikolaus von Speyer die Burg zum Lehen. 1309 übergab König Heinrich VII. die Burg und die Landvogtei im Speyergau an Graf Georg I. von Veldenz. Als Gegenleistung musste dieser 1200 Pfund Heller aus der Judensteuer in Landau und vom Zoll in Germersheim in die Burgen Trifels und Neukastel investieren.
1330 verpfändete Kaiser Ludwig der Bayer die Burg neben zahlreichen anderen Objekten für 6000 Mark Silber an die Pfalzgrafen Rudolf II. und Ruprecht I. 1353 wurde die Burg als Reichslehen innerhalb der Pfalzgrafenfamilie geteilt und unterverpfändet.
Bei der Teilung des pfalzgräflichen Amtssitzes im Jahr 1410 wurde die Burg schließlich Herzog Stephan, dem Gründer der Linie Pfalz-Zweibrücken, zugeschlagen.

### Neuzeit
Im Bauernkrieg, 1525, wurde die Burg erheblich in Mitleidenschaft gezogen. In der Folgezeit wurde sie durch die Herzöge von Pfalz-Zweibrücken teilweise wieder aufgebaut. Die Burg sollte mit einem neuen Rondell für Geschütze versehen werden, das Bauvorhaben wurde aber nicht verwirklicht. 1555 erfolgte die Verlegung des Oberamtes von der Burg Neukastel auf das Burgschloss Bergzabern.
Auch im Dreißigjährigen Krieg von 1618 bis 1648 nahm die Burg erheblichen Schaden. 1689 erfolgte die endgültige Zerstörung durch französische Truppen im Pfälzischen Erbfolgekrieg.
Seitdem ist die Burg Ruine. Erhalten sind Reste einer Oberburg mit Aussichtsplattform auf einem Sandsteinfelsen sowie Reste einer Unterburg mit Felsenhöhle und Halsgraben. Mauerreste sind nur noch wenige vorhanden.
1828 wurde der am Bergfuß gelegene Neukasteler Hof, als Maierhof der ehemalige Wirtschaftshof der Burg, der auch 1689 zerstört worden war, auf den vorhandenen Fundamenten als Gutswirtschaft wieder aufgebaut. Bis heute steht auf diesem Grundstück der Slevogthof Neukastel.